# 크래커 (컴퓨터 과학)
크래커(cracker)는 컴퓨터 네트워크에 무단 침입해서 파괴 · 변조 등의 악의적 행위를 하는 사람을 의미한다.
더 뉴 해커스 사전(The New Hacker's Dictionary)의 저자인 에릭 S. 레이몬드(Eric S. Raymond)는 컴퓨터 언더그라운드의 구성원을 크래커라고 불러야 한다고 주장한다. 그러나 그 사람들은 스스로를 해커로 여기고 심지어 레이몬드가 가혹하게 거부한 견해인 더 넓은 해커 문화로 보는 것에 레이몬드의 견해를 포함시키려고 한다. 해커/크래커 이분법 대신 화이트 햇, 그레이 햇, 블랙 햇, 스크립트 키디와 같은 다양한 범주를 강조한다. 레이몬드와 달리 그들은 일반적으로 더 많은 악의적인 활동을 위해 크래커라는 용어를 사용한다.
랄프 D. 클리포드(Ralph D. Clifford)에 따르면 크래커 또는 크래킹은 "해당 시스템에 포함된 정보를 파괴하는 것과 같은 또 다른 범죄를 저지르기 위해 컴퓨터에 무단으로 액세스하는 것"이다. 이러한 하위 그룹은 활동의 법적 상태에 따라 정의될 수도 있다.

## 같이 보기
- 해커